# Eucalyptus conica
Eucalyptus conica là một loài thực vật có hoa trong Họ Đào kim nương. Loài này được H.Deane & Maiden mô tả khoa học đầu tiên năm 1900.